# Frédéric de Falloux du Coudray
Frédéric de Falloux du Coudray (* 15. August 1815 in Le Bourg-d’Iré, Maine-et-Loire; † 22. Juni 1884 in Tivoli, Latium) war ein französischer Kardinal der Römischen Kirche.

## Leben
Er war ein Sohn des Grafen Guillaume de Falloux du Coudray und dessen Ehefrau Louise Félicité de Fitte de Soucy, Tochter einer Gouvernante der Kinder Karls X. von Frankreich, der den Vater de Falloux du Coudray in den Adelsstand erhoben hatte. Gemeinsam mit seinem Bruder Alfred (1811–1886), der in der Zeit des Zweiten Kaiserreichs Bildungsminister von Frankreich und ein bekannter Vertreter des liberalen Katholizismus wurde, studierte er in Paris unter Abbé Dupanloup, dem späteren Bischof von Orléans. Später zog er auf Empfehlung des Abbé Dupanloup nach Rom, wo er an der Akademie für den kirchlichen Adel aufgenommen wurde. Die Priesterweihe empfing Frédéric de Falloux du Coudray 1837 durch Kardinal Carlo Odescalchi. Papst Gregor XVI. ernannte ihn zum Geheimkämmerer Seiner Heiligkeit und bestellte ihn zum Seelsorger der französischen Gemeinde in Rom. Im Mai 1838 wurde er Päpstlicher Hausprälat und trat am 12. Juli desselben Jahres als Referendar in den Dienst der Kurie. Nach verschiedenen Positionen in der Kurie wurde er Sekretär der Kongregationen für die Apostolische Visitation sowie für die Disziplin der Regularen, was er bis zu seiner Erhebung zum Kardinal blieb. Am 18. November 1849 wurde er zudem Kanoniker der Vatikanbasilika. Ab 1851 war er der Konzilskongregation beigeordnet. Am 30. September 1861 wurde er zum Regens der Apostolischen Kanzlei ernannt.
Im Konsistorium vom 12. März 1877 nahm Papst Pius IX. Frédéric de Falloux du Coudray in das Kardinalskollegium auf und verlieh ihm am 15. März den roten Hut sowie am 20. März Sant’Agata in Suburra als Titeldiakonie. Kardinal de Falloux du Coudray nahm am Konklave 1878 teil, aus dem Leo XIII. als Papst hervorging. Er optierte am 12. Mai 1879 zur Titeldiakonie Sant’Angelo in Pescheria.
Frédéric de Falloux du Coudray starb in Tivoli, wo er sich den Sommer über aufzuhalten pflegte, an einem Schlaganfall und wurde auf dem dortigen Friedhof beigesetzt. Seine umfangreiche Gemäldesammlung hinterließ er Papst Leo XIII.